# Láttál-e már valaha
A Láttál-e már valaha kezdetű magyar népdalt Bartók Béla gyűjtötte a Békés vármegyei Vésztőn 1909-ben.
Dallamára énekelhető a 148. zsoltár.
Feldolgozások:
| Szerző                         | Mire          | Mű                                | Előadás |
| ------------------------------ | ------------- | --------------------------------- | ------- |
| Bartók Béla– Reschofsky Sándor | zongora       | Kezdők zongoramuzsikája           | [ 3 ]   |
| Bartók Béla                    | zongora       | Mikrokozmosz III. füzet 74. darab | [ 4 ]   |
| Bartók Béla                    | ének, zongora | Pianoforte II. 33. dal            |         |
| Viski János                    | zongora       | Virág Erzsi                       |         |

## Kotta és dallam
| Láttál- e már valaha csipkebokor rózsát, csipkebokor rózsa közt két szál majorannát? | Egyik szál majoránna Virág Erzsi lenne, Másik szál majoránna Váci Gábor lenne. |

## Felvételek
- Láttál-e már valaha (népdal). Énekli: Szász Veronika  YouTube (2015. február 13.)  (Hozzáférés: 2016. március 2.) (audió)
- Láttál e már valaha. Gryllus Vilmos és a SZIA  YouTube (2012. május 15.)  (Hozzáférés: 2016. március 2.) (videó)

Bartók Béla feldolgozásában:
- Láttál-e már valaha? Előadja: EFAMI Karcag cselló kamarazenekara  YouTube (2012. május 7.)  (Hozzáférés: 2016. március 2.) (videó)
- Láttál-e már valaha. YouTube (2008. március 4.)  (Hozzáférés: 2016. március 2.) (videó) zongorafeldolgozás.

Gölles Martin kórusfeldolgozása:
- Csipkebokor 1,2. YouTube (2014. május 22.)  (Hozzáférés: 2016. március 2.) (audió) 0:40-től.